# Прагматична санкція (1713)
Прагматична санкція (лат. Sanctio Pragmatica; нім. Pragmatische Sanktion) — закон про спадкування престолу, який встановив неподільність усіх спадкових земель Габсбургів, ухвалений імператором Священної Римської імперії Карлом VI 19 квітня 1713. Згодом цей закон дав змогу його дочці Марії Терезії успадкувати габсбурзький престол.

## Зміст
Санкцію було прийнято через відсутність в імператора та його померлого брата спадкоємців-синів. Відповідно до цього закону встановлювався порядок, за яким престол у разі відсутності в імператора синів переходив до його майбутніх дочок (у разі припинення їх потомства — до дочок його вже померлого старшого брата імператора Йосипа I та їхнього чоловічого й жіночого потомства за правом первородства). Санкція також гарантувала нероздільність спадкових земель Габсбургів.

## Історія
Поки Карл залишався бездітним, спадкоємицею престолу була старша дочка Йосипа I Марія Жозефа, за нею — її молодша сестра Марія Амалія.
У 1703 році відписаний Взаємний пакт про престолонаслідування — угода щодо престолонаслідування (спадкоємства трону), таємно підписаний ерц-князями Йосифом І та його братом Карлом, за яким Марія-Жозефа визнавалась спадкоємницею трону, що підтверджувала цю послідовність престолонаслідування.
Після того як обидві дочки одружилися і відмовились від претензій на землі дядька, право спадкування престолу перейшло до його старшої дочки — Марії-Терезії. У 1720—1724 роках Прагматична санкція визнана становими сеймами імперії. Текст санкції було опубліковано 6 грудня 1724 року. Санкція спочатку була визнана майже всіма монархіями Європи, зокрема:
- Іспанією (1725)
- Росією (1726)
- Пруссією (1727)
- Голландією й Великої Британією (1731)
- Данією й Ганновером (1732)
- Саксонією й Францією (1735)

Санкцію не визнала Баварія, спадкоємець престолу якої — Карл Альбрехт — був одружений з Марією Амалією.
Однак після смерті Карла VI 1740 року права Марії-Терезії на престол було оскаржено, що призвело до війни за австрійську спадщину 1740—1748 років. Війна завершилась Аахенським миром 1748 року, який гарантував Марії-Терезії право на престол Священної Римської імперії. Прагматична санкція увійшла до числа основних законів австрійської монархії.